# Herrgottsapfel
Der Herrgottsapfel ist eine alte Apfelsorte aus der Westpfalz. Sie wurde bereits 1539 im Kreutterbuch des Hieronymus Bock erwähnt. Der Herrgottsapfel wird auch als Kindsbacher Apfel oder Schragenapfel bezeichnet. Es sind noch etwa zwei Dutzend Altbäume der Sorte erhalten, Verbreitungsschwerpunkt ist die Gemeinde Kindsbach im Landkreis Kaiserslautern. Der Herrgottsapfel war im Jahre 2004 Pfälzischer Obstbaum des Jahres.

## Baum
Der Herrgottsapfel hat sich vor allem in Hausgärten erhalten. Die Sorte ist starkwüchsig und wird daher als Hochstamm für die Neuanlage von Obstwiesen empfohlen. Als Buschbaum kann sie in kleinere Gärten gepflanzt werden. Sie eignet sich auch für mittlere Lagen und Höhenlagen.

## Frucht
Die rotgestreiften Äpfel sind mittelgroß. Herrgottsäpfel schmecken süß-säuerlich und sind besonders mürbe, daher wurden früher Kleinkinder mit dem ausgelöffelten Fruchtfleisch gefüttert. Die Früchte eignen sich auch zur Zubereitung von Apfelmus, Saft oder als Kuchenbelag.
Die transportempfindlichen Äpfel können ab September geerntet werden, sind ab Oktober genussreif und bis in den November oder Dezember lagerfähig.